# Boris Kramarienko
Boris Grigorjewicz Kramarienko (ros. Борис Григорьевич Крамаренко; ur. 1 listopada 1955 w Aszchabadzie) – radziecki zapaśnik walczący w stylu klasycznym. Brązowy medalista olimpijski z Moskwy 1980, w wadze do 62 kg.
Mistrz świata w 1978. Czwarty na mistrzostwach Europy w 1978 i 1979.
Mistrz ZSRR w 1978, 1980 i 1981; drugi w 1976 i trzeci w 1979 roku.